# Heiji monogatari
Heiji monogatari és una obra que narra les rivalitats entre faccions de la històrica rebel·lió Heiji Presenta els enfrontaments amb una estructura narrativa simple: introducció dels personatges segons el seu rang, batalles o enfrontaments personals i conseqüències individuals i col·lectives de la guerra, en un to pessimista. Existeix una versió pintada del monogatari del segle xiii que demostra el seu caràcter popular. Algunes de les escenes d'aquests rotlles es troben al Museu de Belles Arts de Boston. La versió escrita més acceptada és la d'Hamuro Tokinaga, en 36 capítols, si bé les fonts orals presenten variants diverses. Es pot veure com una continuació i ampliacio dels fets narrats al Hōgen Monogatari.